# Zygia cauliflora
Zygia cauliflora là một loài thực vật có hoa trong họ Đậu. Loài này được (Willd.) Killip miêu tả khoa học đầu tiên.